# La Barillette
La Barillette (1528 m n.p.m.) – szczyt w szwajcarskiej części gór Jura, w masywie La Dôle, położony w kantonie Vaud. Leży ok. 2 km na północny wschód od szczytu La Dôle.
La Barillette ma formę dość kształtnej kopy rozciągniętej nieco w osi wschód-zachód. Jej stoki są zalesione, natomiast partie szczytowe pokrywają łąki i pastwiska, poprzerastane pojedynczymi świerkami lub ich grupami.
Na Barillette prowadzą wąskie asfaltowe drogi z położonych u stóp Jury miejscowości Gingins, Chéserex i La Rippe. Drogi te łączą się na jej południowo-wschodnich stokach i odtąd jedna droga wyprowadza pod sam szczyt góry (Zimą drogi te nie są utrzymywane dla ruchu). Na samym szczycie góry znajduje się budynek techniczny i wysoki na 120 m maszt głównego nadajnika radiowo-telewizyjnego szwajcarskiego publicznego nadawcy SRG SSR idée suisse, obsługującego południowo-zachodnią część Szwajcarii i przygraniczne rejony Francji. Maszt niesie również rozliczne instalacje przeznaczone do łączności amatorskiej.
Od szczytu droga biegnie jeszcze kawałek w kierunku północno-wschodnim. Na wysokości 1484 m n.p.m. znajduje się przy niej samotne gospodarstwo pasterskie (młode bydło), a jeszcze dalej i niżej (1455 m n.p.m.) niewielki bufet turystyczny, czynny w sezonie letnim. Do połowy lat 80. XX w. wyprowadzała tu krzesełkowa kolej linowa z miejscowości Saint-Cergue (dolna stacja na wysokości ok. 1160 m n.p.m., górna – ok. 1440 m n.p.m., krzesełka jednoosobowe). Udostępniała ona korzystanie z jednej trasy zjazdowej i małego pólka do nauki jazdy na nartach przy górnej stacji. Do dziś widoczne są fundamenty podpór oraz budyneczki obu stacji.
Pod szczytem przebiega znakowany, dalekobieżny szlak turystyczny GR (franc. Grande Randonnée), z uwagi na doskonałe widoki na Jezioro Genewskie zwany Balcon du Léman. Najkorzystniejsze dojście wspomnianym szlakiem: z miejscowości Saint-Cergue.